# Zoran Đinđić

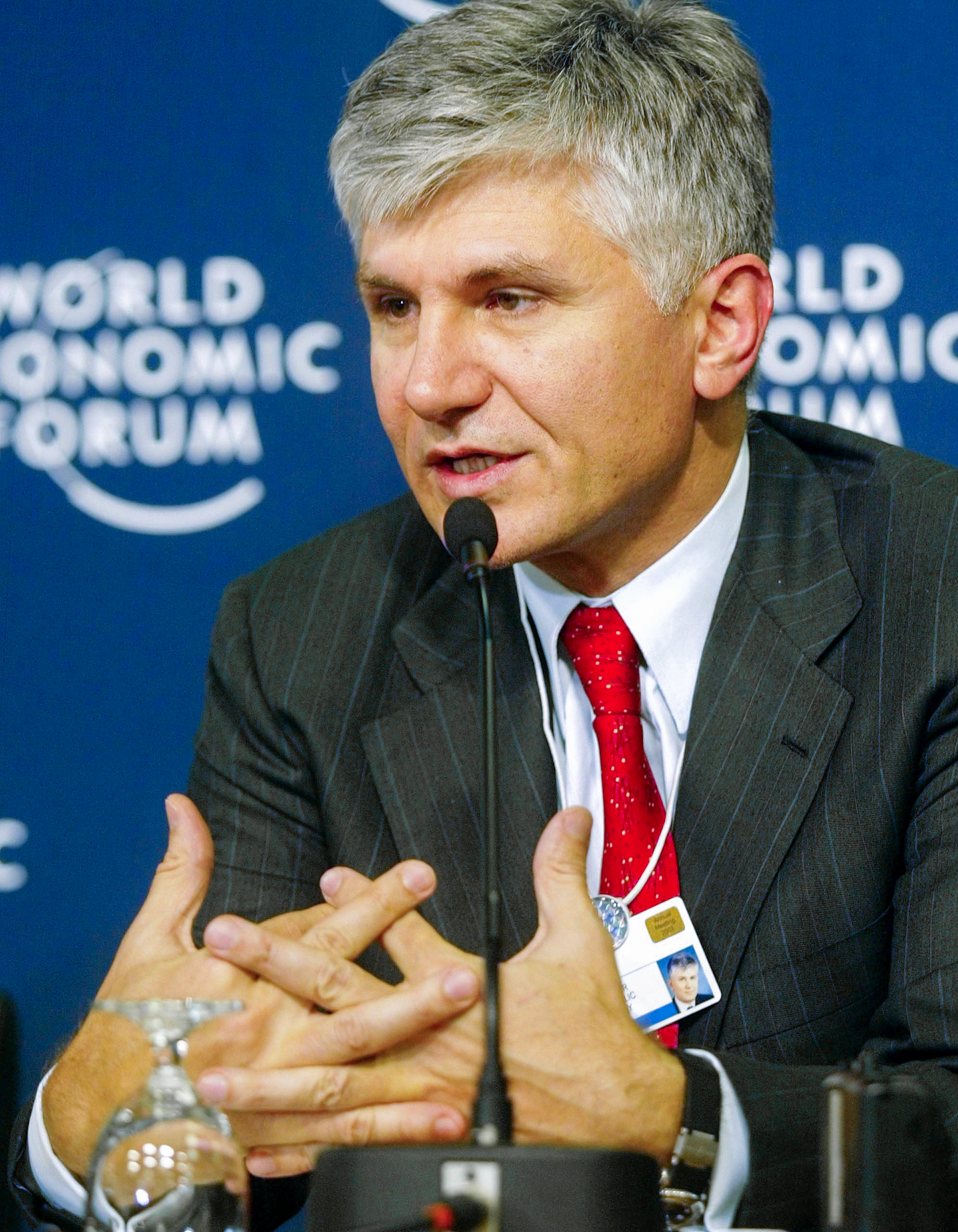
Zoran Đinđić (Davos, Januar 2003)

Zoran Đinđić [ˈzɔran ˈdʑindʑitɕ] ⓘ (serbisch-kyrillisch Зоран Ђинђић; * 1. August 1952 in Bosanski Šamac, Jugoslawien; † 12. März 2003 in Belgrad, Serbien und Montenegro) war ein serbischer Politiker. Đinđić war Oberbürgermeister von Belgrad (1996 bis 1997) und serbischer Ministerpräsident (2001 bis 2003) und Parteivorsitzender der Demokratischen Partei. 2003 wurde er in Belgrad auf offener Straße ermordet.

## Leben

### Frühe Jahre und Studium
Đinđić wurde 1952 als Sohn eines Offiziers der Jugoslawische Volksarmee und einer Hausfrau in Bosanski Šamac in Bosnien geboren. Seine Kindheit verbrachte er zunächst in Travnik bevor die Familie aufgrund der Versetzung des Vaters nach Belgrad zog. Als Philosophiestudent an der Universität Belgrad begann er mit seinem politischen Engagement. Đinđić wurde 1974 zu einem Jahr Gefängnis verurteilt, weil er mit anderen Studenten aus Kroatien und Slowenien eine oppositionelle nicht-kommunistische Studentengruppe gegründet hatte. Aufgrund der Intervention von Heinrich Böll und Willy Brandt musste Đinđić nur zwei Monate dieser Strafe absitzen.
Nach seiner Haftentlassung lernte Đinđić in Belgrad Jürgen Habermas kennen, der ihn einlud, sein Studium in Deutschland fortzusetzen. Dieser Empfehlung folgte Đinđić und studierte anschließend in Frankfurt am Main und in Heidelberg. Nach dem Wechsel an die Universität Konstanz stellte er dort 1979 seine Doktorarbeit bei Albrecht Wellmer in Philosophie fertig. Sie trägt den Titel Marx’ kritische Gesellschaftstheorie und das Problem der Begründung.

### Rückkehr nach Jugoslawien
1989 kehrte Đinđić nach Jugoslawien zurück, um an der Universität Novi Sad zu lehren, und gründete 1989 mit anderen serbischen Dissidenten die Demokratska Stranka (DS) neu. Im Jahr darauf wurde er ins serbische Parlament gewählt. 1994 schickte sich Đinđić an, Vorsitzender der DS zu werden und somit Dragoljub Mićunović zu beerben. Mićunović, der als politischer Mentor Đinđićs gilt, wollte seinen Posten allerdings nicht abgeben, was zu Konflikten zwischen den beiden Männern führte. Am Ende wurde Đinđić zum neuen Vorsitzenden der Partei gewählt.
Im November 1996 fanden in Serbien Kommunalwahlen statt, zu denen die DS als Teil des Oppositionsbündnisses Zajedno (Deutsch: „Zusammen“) gemeinsam mit der Demokratischen Partei Serbiens, der Bürgerallianz und der Serbischen Erneuerungsbewegung antrat. Dabei konnte Zajedno vor allem in größeren Städten Erfolge feiern. Daraufhin wurden zahlreiche Wahlergebnisse annulliert und am 27. November Neuwahlen durchgeführt, die von Zajedno wegen befürchteter Wahlfälschungen boykottiert wurden. Bei den Neuwahlen siegten die Kandidaten, die der Regierung nahestanden. Diese Vorkommnisse führten zu massiven Protesten, woraufhin die Wahlsiege der Opposition doch anerkannt wurden. Đinđić wurde Belgrads erster nicht-kommunistischer Bürgermeister nach dem Zweiten Weltkrieg. Als Đinđić aber entschied, dass die DS die serbischen Parlamentswahlen 1997 boykottieren würde, kam es zu Konflikten mit den Bündnispartnern und Zajedno zerbrach. Das Bündnis aus Parteien, die lediglich die Ablehnung des serbischen Machthabers Slobodan Milošević einte, hatte nur einige Monate lang Bestand. Im Belgrader Stadtrat wurde Đinđić Ende September 1997 mit Stimmen der ehemaligen Verbündeten wieder abgewählt.
Bei den jugoslawischen Präsidenten- und Parlamentswahlen im September 2000 wirkte er als Wahlkampfleiter des aus 18 Parteien bestehenden Bündnisses Demokratische Opposition Serbiens (DOS). Nach dem Sturz des Milošević-Regimes führte er das Bündnis zu einem überwältigenden Sieg bei den Wahlen zum serbischen Parlament im Dezember 2000.

### Đinđić als Ministerpräsident
Im Januar 2001 wurde er zum serbischen Ministerpräsidenten gewählt. Als westlich orientierter Politiker stand er im stetigen Konflikt mit den Kommunisten. Obgleich er mit den Nationalisten zusammenarbeitete, gab es auch mit diesen immer wieder Streitpunkte. Feinde machte er sich auch durch seinen Kampf gegen Korruption und das organisierte Verbrechen in Serbien sowie die Auslieferung des ehemaligen Präsidenten Slobodan Milošević im Jahre 2002 an das Den Haager Kriegsverbrechertribunal und das an Carla Del Ponte gegebene Versprechen der Auslieferung von Ratko Mladić.

### Ermordung

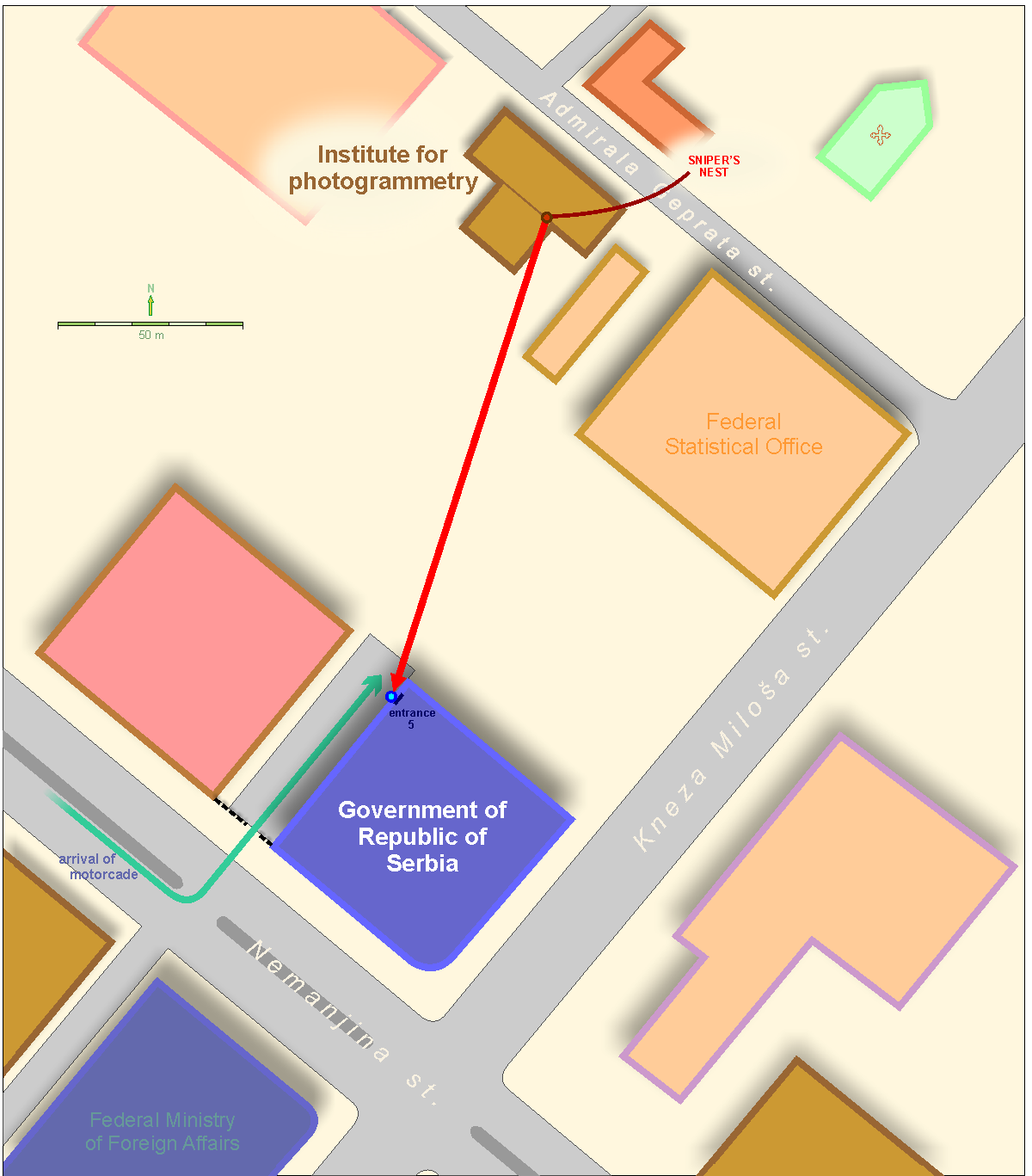
Das Versteck des Schützen

Am 12. März 2003 wurde Zoran Đinđić in Belgrad von einem Heckenschützen durch Schüsse in Bauch und Rücken ermordet. Der Schütze hatte sich etwa 180 Meter entfernt am hinteren Fenster eines Gebäudes auf die Lauer gelegt, um in den Innenhof schießen zu können. Auch der Leibwächter von Đinđić wurde schwer verletzt. Als Đinđić ins Krankenhaus eingeliefert wurde, war bereits kein Puls mehr feststellbar. Nach seinem Tod wurde in Serbien der Ausnahmezustand verhängt, um der Exekutive mehr Möglichkeiten bei der Verfolgung der Täter zu geben, die man im Dunstkreis ehemaliger Milošević-Getreuer und dem so genannten Zemun-Clan vermutete. Insgesamt wurden 7000 Personen verhaftet, von ihnen blieben 2000 für längere Zeit in Gewahrsam.
Als Haupttäter wurde am 25. März Zvezdan Jovanović, Vizekommandant der „Roten Barette“, festgenommen. Wenig später fand man die Tatwaffe, ein Gewehr Heckler & Koch G3 SG 1, anhand dessen der Täter schließlich überführt werden konnte.
Ende 2003 begann der Prozess gegen insgesamt 13 Verdächtige vor einem Belgrader Spezialgericht. Am 2. Mai 2004 stellte sich auch der mutmaßliche Drahtzieher Milorad „Legija“ Ulemek, Kommandant der „Roten Barette“. Er ließ sich in der Nähe seines Hauses in einem Belgrader Vorort festnehmen. Am 3. Juni 2006 wurde ein wichtiger Zeuge bei Belgrad ermordet aufgefunden. Laut Berichten serbischer Medien hatte er bei seiner Aussage, die 2004 unter Ausschluss der Öffentlichkeit stattgefunden hatte, den Sohn von Slobodan Milošević Marko belastet.
Ulemek und Jovanović wurden am 22. Mai 2007 wegen „Verbrechen gegen die Verfassungsordnung“ zu Freiheitsstrafen von jeweils 40 Jahren verurteilt. Nach Auffassung des Gerichts hatte Ulemek die Rolle des Koordinators, während Jovanović, der im Laufe des Prozesses sein ursprüngliches Geständnis widerrufen hatte, der Todesschütze war. Zehn weitere Angeklagte, von denen fünf flüchtig waren, wurden zu Freiheitsstrafen zwischen acht und 35 Jahren verurteilt. Die Hintermänner blieben weiterhin unbekannt.
Im Berufungsverfahren reduzierte der Oberste Gerichtshof in Serbien am 29. Dezember 2008 die Strafen für drei Mitangeklagte, die Urteile gegen die Haupttäter bestätigte er in vollem Umfang:
unter anderem je 40 Jahre Haft für Milorad „Legija“ Ulemek (Drahtzieher) und Zvezdan Jovanović (Schütze). Ulemek war Mitglied der „Tiger“-Miliz unter Führung des berüchtigten Milizenchefs „Arkan“, die während der Jugoslawienkriege zahlreiche Verbrechen beging. Später führte er die Polizei-Sondereinheit „Rote Barette“ an, die unter der Führung des ehemaligen jugoslawischen Präsidenten Milošević entstanden war.
Zwei der jahrelang flüchtigen Mörder, Sretko Kalinić und Milos Simović, wurden im Juni 2010 gefasst.
Im Februar 2011 wurde im spanischen Valencia Vladimir Milisavljević, ein Drahtzieher des Mordes, gefasst. Er war in Abwesenheit zu 35 Jahren Haft verurteilt worden.
Das Grab von Zoran Đinđić befindet sich auf dem Zentralfriedhof von Belgrad.

## Familie
Đinđić war mit Ružica Đinđić verheiratet und hatte zwei Kinder.

## Andenken
- 2003: Initiation des Zoran-Djindjic-Stipendienprogramms durch das Bundesministerium für wirtschaftliche Zusammenarbeit und Entwicklung in Kooperation mit dem Ost-Ausschuss der Deutschen Wirtschaft und ab 2014 mit der Deutschen Gesellschaft für Internationale Zusammenarbeit mit dem Ziel, Hochschulabsolventen der Länder des ehemaligen Jugoslawien zu fördern.[12]
- 2007: Errichtung des ersten Denkmals für Zoran Đinđić in Serbien in der Stadt Prokuplje[13]
- 2013: Gedenktag an der Universität Konstanz anlässlich des 10. Jahrestages der Ermordung von Đinđić mit Enthüllung einer Gedenktafel für ihn an der Konstanzer Seepromenade.[14]

## Publikationen
- Serbien in Europa.Interviews und Texte aus den Jahren 2000–2003. Tanjug, Belgrad 2004, ISBN 978-86-80981-10-9.[15]
- Experiment gegen die Moderne. Essays zum Scheitern des sozialistischen Jugoslawien. Aus dem Serbischen übersetzt von Ivan Glaser. LIT-Verlag, Berlin 2017. ISBN 978-3-643-90870-4

## Filme
- Djindjic – Ein Leben. Dokumentarfilm (2005), Regie: Christoph Sodemann und Dušan Veličković, Produktion: Südost-Medienagentur, Erstsendung: 12. März 2005 auf B92 (Serbien) und am 16. März 2005 auf 3sat.[16] Inhaltsangabe von Südost-Medienagentur.